# 小堀進
小堀 進（こぼり すすむ、1904年（明治37年）1月22日 - 1975年（昭和50年）3月16日）は、茨城県行方郡大生原村（現潮来市大賀）出身の水彩画家である。水彩連盟結成メンバーのひとり。
公募展初出品作品から没年まで一貫して水彩画のみを描き、長年水彩画の地位向上と発展をもたらし、また郷里水郷の風景、山、そして空や海、広大な空間を独自の画法により描き出した。

## 略歴

### 在郷時代
1904年（明治37年）1月22日、茨城県行方郡大生原村（現潮来市大賀）に生まれる。
1922年（大正11年）3月、千葉県立佐原中学校（現千葉県立佐原高等学校）を卒業。中学時代より郷里の水郷風景を水彩で描いていた。
翌1923年（大正12年）、上京し葵橋洋画研究所に入所、晩年の黒田清輝に洋画の基礎を学んだ。

### 画家として
1932年（昭和7年）、第9回白日会展出品作「うすれ日」が公募展初入選。また同年開催の第19回日本水彩展出品作「画室の一隅」「盛夏の海」も同時に入選した。翌1933年（昭和8年）にも第20回二科展出品作「高原」が二科展初入選している。以後1939年（昭和14年）まで二科展出品を継続。
1934年（昭和9年）、第21回日本水彩展でキング賞を受賞、この受賞により日本水彩会員に推挙された。同年の第11回白日会展でも受賞し会友に推挙、続く1936年（昭和11年）に第13回白日会展で同会新会員となる。
1939年（昭和14年）、第26回二科展「遊覧船」が二科展への出品最終作品となった。
1940年（昭和15年）5月、洋画界における水彩画の地位向上を目指し荒谷直之介、春日部たすくら有志8名と水彩連盟を結成し、以降日本水彩画の発展に際し中心的な役割を担った。同年12月には水彩連盟初の第1回展を東京都銀座の三越で開催し、以後第5回展まで東京都および大阪府の三越で通年開催した。
戦時中は1942年（昭和17年）第5回文展出品作「初秋水郷」、1943年（昭和18年）第6回文展「水が咲く」が連続入選。その後1944年（昭和19年）に郷里へ疎開した。この間、1972年2月には大日本帝国海軍横須賀鎮守府を通じ潜水艦各艦に日本水彩画会員として石井柏亭など会員23名と共に小堀も水彩画作品30点余を贈っている。
戦後1947年（昭和22年）に再度上京し、文展より組織改まった第3回日展にて出品作「驟雨」が入選。1949年（昭和24年）第5回日展「湖畔」が無鑑査、以後死去前年の1974年（昭和49年）まで一度も欠かさず日展出品を継続した。この間、日展審査員を6回務めている。
1957年（昭和32年）に入り日展が民営化、社団法人となると日展評議員に就任。
1969年（昭和44年）、改組第1回日展に「初秋」を出品。この年、日展理事に就任した。
1970年（昭和45年）、前年作品「初秋」により第26回日本芸術院賞を受賞。同年、名古屋芸術大学教授に就任。
1974年（昭和49年）11月、水彩画家として初めて日本芸術院会員となる。
1975年（昭和50年）3月16日、癌性胸膜炎により東京都北区の大蔵省印刷局東京病院にて死去、71歳没。

## 没後
1975年、勲三等瑞宝章受章。
1991年（平成3年）、潮来市名誉市民に選出される。
2004年（平成16年）、郷里潮来市にて生誕100周年を記念し小堀のブロンズ像が建立された。

## 代表作
- 「山」（1965年、千葉県立美術館蔵）
- 「初秋」（1970年、日本芸術院賞）[2]
- 「虹」（1974年、茨城県近代美術館蔵、絶筆）